# Công ước chống tham nhũng liên Mỹ
Công ước chống tham nhũng liên Mỹ (tiếng Anh: Inter-American Convention Against Corruption, viết tắt là IACAC) được các nước thành viên của Tổ chức các Quốc gia châu Mỹ chấp thuận ngày 29.3.1996, và bắt đầu có hiệu lực từ ngày 6.3.1997.
Đây là công ước quốc tế đầu tiên đề cập tới vấn đề tham nhũng.
Theo điều II, Công ước này có 2 mục tiêu: 
1. Để thúc đẩy và tăng cường sự phát triển các cơ chế cần thiết để ngăn chặn, phát hiện, trừng phạt và diệt trừ tham nhũng của mỗi nước thành viên; và
2. Để thúc đẩy, tạo điều kiện và điều tiết sự hợp tác giữa các nước thành viên để đảm bảo tính hiệu quả của các biện pháp và các hành động nhằm ngăn chặn, phát hiện, trừng phạt và xoá bỏ tham nhũng trong việc thực hiện các chức năng công cộng cùng các hành vi tham nhũng cụ thể liên quan đến việc thi hành chức năng công cộng như vậy.

Cơ chế giám sát Công ước đưa ra một hệ thống theo dõi và các đánh giá việc tuân thủ toàn diện liên quốc gia.